# Felix Wittmann
Felix Wittmann (* 1923; † 16. Dezember 2012 in Sankt Urban (Kärnten)) war ein deutscher Pädagoge und Kommunalpolitiker (CDU). Er war von 1964 bis 1979 Bürgermeister der Stadt Heiligenhaus.

## Leben
Wittman gehörte dem Rat der Stadt Heiligenhaus seit 1956 an. Vom September 1964 bis September 1979 war er über drei Wahlperioden ehrenamtlicher Bürgermeister der Stadt.
Im Hauptberuf war Wittmann Lehrer und von 1968 bis zur Pensionierung 1986 Rektor einer Hauptschule in Heiligenhaus.
Wittman lebte zuletzt in Sankt Urban (Kärnten), wo er im Alter von 89 starb.

## Ehrungen
1971 wurde ihm für seine Verdienste um die Stadt das Bundesverdienstkreuz am Bande verliehen.